# Orarion

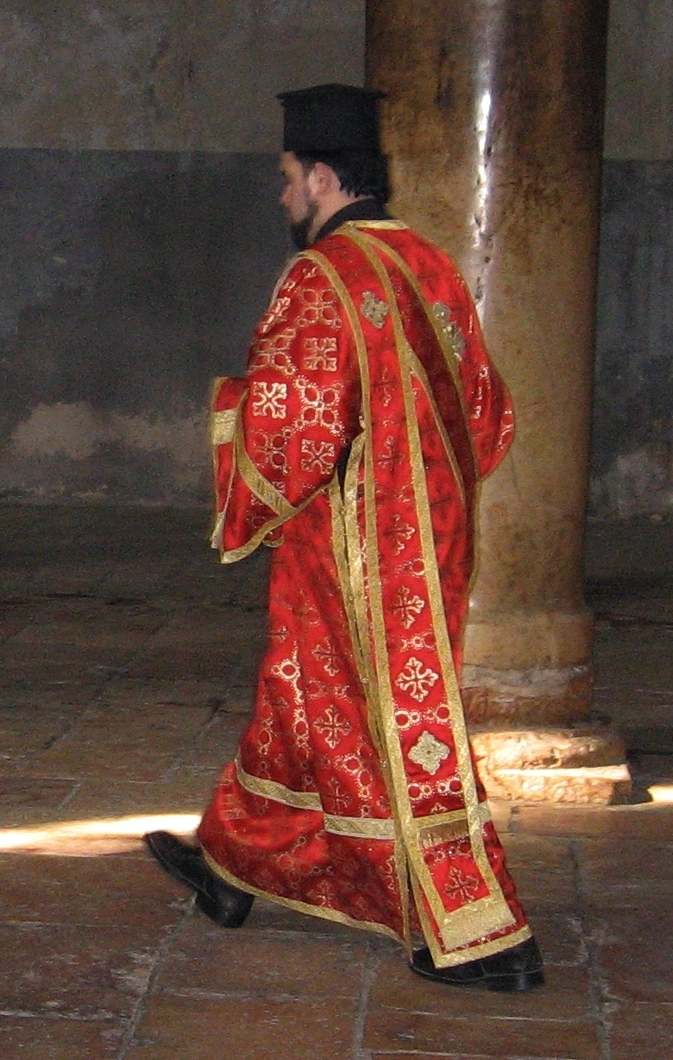
Griechisch-Orthodoxer Diakon in der Geburtskirche in Betlehem, der ein Orarion über dem roten Sticharion trägt

Das Orarion (griechisch ὀράριον, Slawisch орарь) ist ein liturgisches Kleidungsstück der Diakone und Subdiakone Orthodoxer und Unierter Ostkirchen.

## Aussehen und Verwendung
Das Orarion ist eine schmale Stola, ca. zehn Zentimeter breit und drei Meter lang, gefertigt aus Brokatstoff. Sieben Kreuze werden über die ganze Länge verteilt aufgestickt oder als Applike angebracht. Manchmal wird auch noch dreimal das Wort „Heilig“ in großen Buchstaben eingestickt. Es wird normalerweise über dem Sticharion getragen.
Der Diakon trägt das Orarion über die linke Schulter, wobei der vordere Teil über den linken Vorderarm drapiert wird. Diesen Teil nimmt er in die rechte Hand, wenn er eine Litanei führt, oder die Aufmerksamkeit auf eine spezielle liturgische Handlung lenken will. Dieses einfache Orarion ist die älteste Form, wie aus alten Ikonen ersichtlich ist.
Diakone können auch mit einem Doppelorarion ausgezeichnet werden, welches die zweifache Länge hat. Diese Auszeichnung wird vom Bischof für langen Dienst oder besondere Leistungen verliehen. Das Doppelorarion wird ebenfalls über die linke Schulter getragen, jedoch ähnlich einer Schärpe einmal über die rechte Hüfte über den Oberkörper zurück zur linken Schulter gebunden. Im Griechischen Ritus tragen alle Diakone das Doppelorarion.
Wenn sich der Diakon auf die Eucharistiefeier vorbereitet, bindet er das Orarion um die Hüfte, legt die beiden Teile über die Schultern, sodass am Rücken ein Kreuz entsteht, und steckt die Enden, ebenfalls gekreuzt, unter den Hüftteil.
Der Subdiakon trägt auch ein Orarion, jedoch immer in der oben genannten Form um den Körper gebunden.
Die Priester und Bischöfe tragen anstatt des Orarions das Epitrachelion.
Gemäß den Vorschriften der Heiligen Liturgie wird das Orarion schweigend ohne Gebet angelegt.

## Besonderheiten in den verschiedenen Riten
In der Griechischen Tradition tragen auch Akolythen das Orarion in der Form des Subdiakons, jedoch bildet es nur am Rücken ein Kreuz, und hängt über dem Bauch parallel herunter. Ebenso ist es in der Griechischen Tradition möglich, dass Altardiener durch eine spezielle Segnung die Berechtigung erhalten, ein Orarion in dieser Form zu tragen. Im Slawischen Ritus hingegen tragen Altardiener niemals Orarien.
Die Verwendung im armenischen Ritus gleicht der im byzantinischen Gebrauch, jedoch tragen die Diakone ausschließlich ein einfaches Orarion, welches Urār genannt wird.
Ostkatholiken folgen denselben Traditionen wie die jeweiligen orthodoxen Ursprungskirchen. In der griechisch-katholischen Praxis wird das Doppelorarion oftmals nur über die linke Schulter, jedoch aufgrund der Länge zusammengelegt. Der Diakon trägt es über einer Soutane, wenn er zwar bei einer Messe predigt, jedoch sonst nicht aktiv an der Feier beteiligt ist. Diese Praxis ist häufig in den Ruthenischen und Ukrainischen Riten anzutreffen, was als sichtbare Abgrenzung zur byzantinischen Tradition gilt, in der ein Orarion nie ohne Sticharion getragen wird.